# Kula Shaker
I Kula Shaker sono un gruppo musicale britannico degli anni novanta del XX secolo influenzato dal rock psichedelico e dalla musica tradizionale indiana.
Annoverati tra le band del post-Britpop, i Kula Shaker si contraddistinguono per l'amore per la musica e la cultura indiana e per l'utilizzo di strumenti musicali caratteristici indiani quali il sitar, la tambura e il tabla, sapientemente mescolati con il rock psichedelico degli anni sessanta e con sonorità rock tipicamente occidentali.
Conobbero il successo a metà degli anni novanta. Dal 1996 and 1999 piazzarono nella top 10 singoli come Tattva, Hey Dude, Govinda, brano con un testo interamente in sanscrito, Hush e Sound of Drums. Il disco d'esordio, K, raggiunse la vetta della classifica britannica degli album. Nel 1999 il gruppo pubblicò il secondo disco, Peasants, Pigs & Astronauts, e si sciolse. Nel 2004 si ricostituì, anche se la reunion divenne ufficiale solo agli inizi del 2006. Nel 2007 uscì il terzo disco della band, Strangefolk, e tre anni dopo il quarto album, Pilgrims Progress. Nel 2016 uscì il quinto album, K 2.0, seguito da 1st Congregational Church of Eternal Love and Free Hugs nel 2022 e da Natural Magick nel 2024. 

## Carriera
I Kula Shaker nascono, nella loro formazione definitiva, nel 1993, ma già nel 1988 Crispian Mills, chitarrista e cantante londinese, figlio della nota attrice Hayley Mills e del regista Roy Boulting, nonché nipote del celebre attore John Mills, aveva fondato, insieme al bassista Alonza Bevan gli Objects of Desire. I due, conosciutisi nel college di Richmond upon Thames, nel sud-ovest della capitale britannica, ben presto ingaggiano il batterista Markus French e il chitarrista ritmico Leigh Morris. Come cantante si aggrega al sodalizio Marcus Maclaine. I cinque si esibiscono in vari locali dei sobborghi di Londra fino all'anno della svolta.
Nel 1993, chiusa l'esperienza con gli Objects of Desire, Crispian Mills intraprende, zaino in spalla, un intenso viaggio in India e rimane affascinato dalla spiritualità induista. Tornato in patria, fonda i Kays, completati da Bevan, dal batterista Paul Winter-Hart e il cugino Saul Dismont come cantante. La band si esibisce al festival di Glastonbury nel 1993. Poco dopo, al posto di Dismont entra a far parte del gruppo il tastierista Jay Darlington e Mills diventa il chitarrista e vocalist.
Dopo due anni di tour e registrazioni, i Kays decidono di cambiare nome e direzione musicale. Anche sulla scorta delle proprie letture filosofiche e del suo crescente interesse per il misticismo indiano, Mills propone di sviluppare sonorità impregnate di maggiore spiritualismo e caratterizzate dall'utilizzo di strumenti musicali indiani, da mescolare con il sound rock occidentale e con la psichedelia rock degli anni '60. Nel maggio 1995 Mills suggerisce il nome Kula Shaker, ispirato al nome di Kulacēkaraṉ, uno dei dodici āḻvār, gruppo di poeti e mistici hindu.
Nel 1996 i Kula Shaker firmano con l'etichetta Columbia Records e pubblicano il loro primo singolo, intitolato Tattva, che debutta all'ottantaseiesimo posto della classifica inglese ed è seguito da Grateful When You're Dead, brano scritto come omaggio a Jerry Garcia dei Grateful Dead e arrivato al trentacinquesimo posto in classifica. Successivamente viene ripubblicato Tattva, che arriva stavolta al quarto posto. In ottobre, preceduto dal singolo Hey Dude (secondo posto in classifica), esce l'atteso primo album, intitolato semplicemente K, che diventa il disco di debutto più venduto nella prima settimana di uscita dai tempi di Definitely Maybe degli Oasis (1994). In tutto venderà due milioni di copie in tutto il mondo. A dicembre esce il quarto e ultimo singolo tratto dall'album, Govinda, un brano cantato completamente in sanscrito che arriva alla posizione numero 7 della classifica inglese.
Il 1997 è per i Kula Shaker l'anno della consacrazione. Ricevono quattro nomination ai Brit Awards, aggiudicandosene uno (Best British Newcomer), il nuovo singolo Hush (una reinterpretazione di un vecchio brano di Joe South, di cui è famosa la versione anche dei Deep Purple) diventa il loro più grande successo (nonostante non riesca neanch'esso ad arrivare alla vetta della classifica, fermandosi al n.2) e suonano come headliner ai più importanti festival inglesi.
Nel marzo del 1997 Mills rilascia un'intervista a NME in cui viene frainteso il suo pensiero sulla svastica come simbolo religioso. Il cantante viene accusato di essere simpatizzante del nazismo. Questa intervista peserà molto sulle sorti del gruppo.
Nel 1998 esce Sound Of Drums, il singolo che dovrebbe anticipare il secondo album del gruppo, ma a causa di problemi all'interno del gruppo e con il management il disco viene posticipato e vede la luce soltanto nel marzo dell'anno dopo. Ma sia il disco (Peasants, Pigs & Astronauts) che il nuovo singolo (Mystical Machine Gun) si rivelano un flop clamoroso, confermato anche dal singolo successivo Shower Of Love. I giorni di gloria per i Kula Shaker sembrano già finiti e si incomincia a parlare di loro come "la più grande promessa non mantenuta nella storia della musica". Dopo alcune apparizioni live estive, a settembre viene annunciato lo scioglimento del gruppo e da allora in avanti i quattro componenti del gruppo si dedicano a vari progetti solisti, nessuno dei quali caratterizzato da particolare successo (tranne che per il tastierista Jay Darlington, che entra a far parte della formazione live degli Oasis).
Nel 2002 la casa discografica pubblica una raccolta intitolata Kollected, contenente i brani migliori registrati dai Kula Shaker, oltre ad alcune rarità e alla reinterpretazione inedita di un brano di Bob Dylan, Ballad of a Thin Man.
Nel 2004 i vecchi Kula Shaker si ritrovano (ad eccezione di Jay Darlington) per registrare un nuovo brano intitolato Braj Mandala da inserire in un album di beneficenza, e a fine 2005 i tre suonano insieme in un concerto segreto a Leighton Buzzard. Pochi giorni dopo annunciano di voler riformare la band. Nella primavera successiva entra nel gruppo il nuovo tastierista Harry Broadbent e i quattro intraprendono un tour in alcuni piccoli club inglesi, fanno uscire un EP contenente nuovo materiale (Revenge Of The King) e in estate si esibiscono ad alcuni grandi festival estivi. 
Nel 2007 danno alla luce il nuovo disco autoprodotto, Strangefolk. Il disco è sicuramente un passo in avanti rispetto al precedente del 1999 e le atmosfere diventano meno indianeggianti e con riferimenti maggiori ad una certa tradizione rock degli anni settanta.
Il 16 settembre 2011 esce in doppio CD e in DVD una riedizione di K a quindici anni dalla pubblicazione. La band propone un nuovo documentario e materiale inedito.
Il 28 giugno 2010 esce Pilgrims Progress, il quarto disco del gruppo.
Il 28 settembre 2015 la band annuncia ufficialmente il ritorno sulle scene con un tour europeo per l'anno successivo. Il nuovo album, intitolato K 2.0, esce il 12 febbraio 2016, anticipato dal singolo Infinite Sun.
In un'intervista rilasciata in Italia nel 2016, alla domanda su cosa sia successo per far tornare insieme la band, Crispian Mills ha risposto:
Nel 2016 la band pubblica una ristampa del disco K per l'etichetta Columbia/BMG per celebrare il ventennale dell'uscita del disco.
Il 23 dicembre 2020 esce il singolo I'm Against It. 
Nel 2021 il gruppo annuncia di aver completato la realizzazione del sesto album in studio, composto da 17 canzoni. Il 20 dicembre 2021 viene pubblicato digitalmente l'EP Kula Christmas Wrap Up, che contiene le cover di Snowflake di Bucky e Christmas Time (Is Here Again) dei Beatles.
Il sesto album della band, 1st Congregational Church of Eternal Love and Free Hugs, viene pubblicato il 10 giugno 2022, preceduto dal singolo The Once and Future King, pubblicato il 2 maggio 2022, e seguito dal singolo Cherry Plum Tree (Farewell Beautiful Dreamer), uscito il 29 luglio seguente. Il 4 novembre 2022 la band pubblica una cover del brano Gimme Some Truth di John Lennon.
Il 7 dicembre 2022 viene annunciato il rientro nel gruppo del tastierista Jay Darlington in vista del tour del 2023, che comprende tappe nel Regno Unito, in Europa, in Giappone e in Nordamerica. Nel corso del tour vengono eseguiti dal vivo brani inediti, Waves, Gaslighting, I Don't Wanna Pay My Taxes, Indian Record Player e Natural Magick, tutti inclusi nel disco successivo.
Nel giugno 2023 la band annuncia per settembre un concerto a Ferrara, dopo l'esibizione tenuta a Parma nel dicembre 2022. Il 28 luglio 2023 i Kula Shaker pubblicano il singolo Waves e annunciano nuove date in Germania, Belgio e Francia. Il tour parte un mese dopo la data prevista, nel marzo 2023, mentre a settembre si tiene il  tour in Nordamerica.
Il 21 settembre 2023 viene annunciato che il singolo Indian Record Player sarà pubblicato il 13 ottobre seguente. Sette giorni più tardi il gruppo comunica il titolo del settimo album, Natural Magick, uscito il 26 gennaio 2024. Si tratta del primo disco successivo al 1999 con il rientrante Jay Darlington alle tastiere.
Il 13 aprile 2024 la band pubblica il doppio singolo Rational Man/Bringing it Back Home per supportare il proprio tour mondiale.

## Componenti
- Crispian Mills - Voce e chitarre
- Alonza Bevan - Basso
- Jay Darlington (1995 - 1999; 2022 - presente) - Tastiere
- Harry Broadbent (2006 - presente) - Tastiere
- Paul Winterhart - Batteria

## Discografia

### Album in studio
- K - 1996
- Peasants, Pigs & Astronauts - 1999
- Strangefolk - 2007
- Pilgrims Progress - 2010
- K 2.0 - 2016
- 1st Congregational Church of Eternal Love and Free Hugs - 2022
- Natural Magick - 2024

### Extended play
- Summer Sun E.P. - 1997
- Revenge of the King - 2006
- Freedom Lovin' People - 2007
- Kula Christmas Wrap Up EP - 2021

### Raccolte
- Kollected - 2002
- Tattva: The Very Best of Kula Shaker - 2007

### Singoli
- Tattva (lucky 13 mix) - 1996
- Grateful When You're Dead - 1996
- Tattva - 1996
- Hey Dude - 1996
- Govinda - 1996
- Hush - 1997
- Sound Of Drums - 1998
- Mystical Machine Gun - 1999
- Shower Your Love - 1999
- Second Sight - 2007
- Out On The Highway - 2007
- Peter Pan R.I.P. - 2010
- Christmas Time (Is Here Again) / Snowflake - 2010
- Let Love Be (With U) - 2016
- 2 Styx - 2016
- Holy Flame - 2016
- I'm Against It - 2020
- The Once and Future King - 2022
- Cherry Plum Tree (Farewell Beautiful Dreamer) - 2022
- Gimme Some Truth - 2022
- Natural Magick - 2024